# Gabriel singt Cash
Gabriel singt Cash ist ein Studioalbum des Country-Sängers Gunter Gabriel mit eingedeutschten Versionen von Liedern, die Johnny Cash geschrieben hatte. Es handelt sich um eine Art Neuauflage von Songs des Albums Gabriel singt Cash – Das Tennessee-Projekt (2003), allerdings in anderer Besetzung und mit zum Teil anderen Songs.

## Hintergrund
Das Album erschien am 12. August 2011 über Warner Music. Die Lieder stammen aus der im August 2003 aufgenommenen Session, jedoch mit einem anderen Line-up eingespielt, als die Originalversionen. Zudem befindet sich ein gesprochenes Intro von Johnny Cash auf dem Album. Dieser sagt: „Hello, I’m Johnny Cash“, seine berühmt gewordene Konzertansage, und ergänzt dann: „Please make welcome my friend Gunter Gabriel singing my songs from my AMERICAN album.“ (deutsch: „Heißt meinen Freund Gunter Gabriel willkommen, der euch Lieder von meinen American-Alben singt.“). Ergänzt wurde die Auflage um einen gesprochenen Text namens Bye, bye Johnny sowie den Gunter-Gabriel-Titel Was wäre die Welt ohne dich, ein Tribut an seinen Freund.
Das Booklet wurde ergänzt um ein Vorwort von Gunter Gabriel aus dem August 2011.

## Titelliste
| #   | Titel                                                            | Originaltitel          | Originalsongwriter                  | Länge |
| --- | ---------------------------------------------------------------- | ---------------------- | ----------------------------------- | ----- |
| 1.  | Intro (Gesprochen von Johnny Cash im Sommer 2003)                |                        |                                     | 0:08  |
| 2.  | Ich bleib auf Kurs                                               | I Walk the Line        | Johnny Cash                         | 2:31  |
| 3.  | Gitarre Marke Eigenbau                                           | Tennessee Flat-Top Box | Johnny Cash                         | 3:08  |
| 4.  | Komm rein Fremder                                                | Come In Stranger       | Johnny Cash                         | 1:43  |
| 5.  | Country Boy (Duett mit June Carter Cash)                         | Country Boy            | Johnny Cash                         | 2:49  |
| 6.  | Was soll’s                                                       | Drive On               | Johnny Cash                         | 3:10  |
| 7.  | Wein’, wein’, wein’                                              | Cry! Cry! Cry!         | Johnny Cash                         | 2:32  |
| 8.  | Wie ein Soldat                                                   | Like a Soldier         | Johnny Cash                         | 3:15  |
| 9.  | Bring mein Herz zu Rose                                          | Give My Love to Rose   | Johnny Cash                         | 2:53  |
| 10. | Der Mann mit dem Block                                           | The Man Comes Around   | Johnny Cash                         | 4:18  |
| 11. | Ein Junge namens Susie                                           | A Boy Named Sue        | Shel Silverstein                    | 3:51  |
| 12. | Hey Schaffner                                                    | Hey, Porter            | Johnny Cash                         | 2:27  |
| 13. | Mach Tempo                                                       | Get Rhythm             | Johnny Cash                         | 2:49  |
| 14. | Jackson                                                          | Jackson                | Gaby Rogers, Billy Edd Bill Wheeler | 2:44  |
| 15. | Ring of Fire                                                     | Ring of Fire           | June Carter, Merle Kilgore          | 2:46  |
| 16. | Outro – Bye Bye Johnny (Nachruf von Gunter Gabriel, Herbst 2003) |                        | Gunter Gabriel                      | 3:42  |
| 17. | Was wäre die Welt ohne dich (Bonus-Track)                        |                        | Gunter Gabriel, Tobias Roeger       | 3:33  |